# 精霊少女隊
『精霊少女隊』は、2008年9月27日の23:00-24:00に、TBS系列のBSデジタル放送「BS-i」で放送されたテレビドラマである。 
講談社の「ヤングマガジン」とBS-iの共同企画。 携帯動画サイト「ギガミランカ」、「Near Field Rights Management」を用いたPC向けの本編配信、デジタル放送の3つのメディアで連動させた映像企画。
5人のグラビアアイドル青島あきな、中島愛里、次原かな、仲村みう、稲垣実花が共演するアクションドラマ。

## ストーリー
1996年に謎の失踪を遂げた2人の女子高生｡
それから12年の月日が過ぎ､ある女子高生3人の前に､突然不思議な現象が現れる｡ 古い美術室の机に残された｢地球の命を守るため､大いなる意志が動き始める･･･｣という謎のメッセージ｡
それは12年前に行方不明になった2人から､現代の3人へ向けたものだった｡
12年の時間を越えてメッセージを交わし合う女子高生達｡ 人類存亡を賭けた戦いは､時を越えて結ばれた5人の女子高生達に託された｡

## キャスト
- 仲村みう
- 青島あきな
- 稲垣実花
- 次原かな
- 中島愛里

## スタッフ
- 監督・脚本：市野龍一
- 原作：土井武志
- プロデューサー：中尾聡、笹島英之
- 局系列：JNN
- 製作：TBSディグネット、BS-i
- 制作会社：フレッシュハーツ